# Consejo Real del Congo
El Consejo Real del Reino del Congo (En Kicongo: Ne Mbanda-Mbanda o Mbanda Mbanda que significa "la parte superior de la parte superior") fue un órgano de gobierno donde se reunían nobles y funcionarios del Reino del Congo desde el siglo XV al XVII. Este órgano sirve de contrapeso al rey, a tal nivel que en ocasiones (como en el ascenso de Bernardo II) elegían al rey, contra la voluntad del rey anterior. En teoría, el rey no podía declarar la guerra, marcar o nombrar, y abrir o cerrar caminos sin el consentimiento de este consejo.

## Divisiones del consejo
El reino fue gobernado por un rey, el cual recibía el nombre de manicongo. Y las diferentes regiones eran gobernadas por nobles que se reunían en el consejo real, conocido como ne mbanda-mbanda.
Estaba formado por doce miembros divididos en tres grupos. Un grupo eran los burócratas, otro los nobles electores y el último las matronas. Los altos funcionarios elegían manicongo (rey del congo) que serviría de por vida después de su elección. Los nobles electores variaron con el tiempo y probablemente nunca hubo una lista completamente fija; por el contrario, lo hicieron los altos funcionarios que ejercían el poder. 
Muchos reyes intentaron elegir a su sucesor, no siempre con éxito.

## Burócratas
Estos cuatro cargos no elegidos estaban formados por Mwene Lumbo (señor del palacio/mayordomo), Mfila Ntu (asesor de mayor confianza/primer ministro), Mwene Vangu-Vangu (señor de actas o acciones/juez supremo, particularmente se encargaba de casos de adulterio) y el Mwene Bampa (tesorero). Los cuatro son designados por el rey y ejercían gran influencia en las operaciones diarias de la corte.

### Nobles electores
Otros cuatro consejeros trabajaron para elegir al rey y también para ocupar cargos importantes. Los votantes están compuestos por Mwene Vunda (señor de Vunda, un pequeño territorio al norte de la capital, con obligaciones principalmente religiosas, que dirigían a los votantes), Mwene Mbata (señor de la provincia de Mbata, directamente al este de la capital y administrado por Nsaka Lau Canda, que abastece a la Gran Esposa del Rey), Mwene Soyo (señor de la provincia de Soyo, al oeste de la capital e históricamente la provincia más rica, ya que es el único puerto y tiene acceso a la sal) y un cuarto elector, probablemente Mwene Mbamba (señor de la provincia de Mbamba al sur de la capital y capitán general de los ejércitos). El Mwene Vunda fue designado por el rey por el Nsaku ne Vunda Canda. El Mwene Mbata fue confirmado nominalmente por el Rey de Nsaku Lau Canda. Mwene Soyo fue nombrado por el rey Da Silva Canda. El Mwene Mbamba era designado por el rey desde donde él deseaba, pero generalmente era una relación familiar cercana. Estos cuatro hombres elegían al rey, mientras que Mwene Vunda y Mwene Mbata jugaron papeles cruciales en la coronación.

### Matronas
Finalmente, el consejo contó con cuatro mujeres con gran influencia en el consejo. Fueron dirigidos por Mwene Nzimba Mpungu, una reina madre, que generalmente era la tía paterna del rey. La siguiente mujer más poderosa era la Mwene Mbanda, Gran Esposa del Rey, elegida entre los Nsaku Lau Canda. Los otros dos puestos se otorgaron a las siguientes mujeres más importantes del reino, como reinas viudas o matriarcas de las antiguas candas reinantes.